# 西藏灯心草
西藏灯心草（学名：Juncus tibeticus）是灯心草科灯心草属的植物。分布在中国大陆的西藏等地，生长于海拔2,700米至2,850米的地区，常生长在山脊森林地区，目前尚未由人工引种栽培。